# Константин (правитель Гаэты)

Герцогство Гаэта и сопредельные территории

Константин (лат. Constantinus, итал. Constantino; умер не ранее 866 или 867) — первый правитель Гаэтанского герцогства (не позднее 839—866 или 867).

## Биография
Константин — первый известный по имени правитель Гаэты, города, входившего в состав итальянских владений Византии. Предполагается, что ранее Гаэта не имела собственного правителя: сам город находился в подчинении герцогов Неаполя, а бо́льшая часть окрестных земель входила в Гаэтанский патримоний (лат. Patrimonium Caietanum), которым от имени пап римских управляли ректоры (лат. Rector Patrimonii Caietani). Последним из таких ректоров был Синуальд, упоминающийся в документах 837 года. В современных ему исторических источниках Константин наделялся должностью ипата, а его отец Анатолий назывался графом и консулом. Это свидетельствует о том, что семья Константина принадлежала к наиболее знатным родам Византийской Италии. Известны и другие родственники Константина: братья Иоанн и Бон, и сестра Елизавета, супруга префекта Неаполя Феодосия.
Неизвестно когда и за какие заслуги Константин получил в управление Гаэту. Первые сведения о нём датированы 839 годом, когда в одной из хартий он назван правителем этого города. В том же документе сообщается, что Константин разделял власть над Гаэтой со своим сыном Марином I, также ипатом. Предполагается, что первоначально отец и сын могли владеть Гаэтой в качестве наместников правителей Неаполя. Однако уже к середине IX века Константин и Марин I добились значительной автономии своих владений от власти византийских императоров и полной самостоятельности от неаполитанских герцогов.
Известно об участии Константина в войнах с сарацинами. В 842 году мусульмане попытались захватить Понцу, но были отбиты соединённым флотом христианских правителей Италии. Среди участников этого сражения называются Константин Гаэтанский и Сергий I Неаполитанский. Также упоминается об участии кораблей из Гаэты в сражениях с флотами сарацин при Ликозе в 846 году и при Остии в 849 году. Кроме воинов из Гаэты и Неаполя, в этих военных действиях против арабов участвовали войска из Амальфитанского и Соррентского герцогств, а также из Папской области. Эти победы позволили Гаэте до 870 года избегать нападений сарацин, от которых серьёзно страдали другие области Апеннинского полуострова. Одновременно увеличилась и значимость Гаэты как торгового и экономического центра Кампании, чему способствовало разрушение арабами в 842 году города Формия, до того бывшего крупнейшим городом на побережье Гаэтанского залива. Бо́льшая часть жителей Формии укрылась в незатронутой нашествием Гаэте. Когда же в 846 году Формия была освобождена от сарацин, она была присоединена к владениям Константина, хотя ранее этот город не находился в его подчинении.
К 851 году относится первое упоминание ипатов Гаэты как лиц, ответственных за управление Гаэтанским патримонием. В одной из хартий папы римского Льва IV, сохранившейся в сборнике «Codex diplomaticus cajetanus» (собрании относящихся к Гаэте документов из архива Монтекассино), упомянуто, что в то время должность ректора Гаэтанского патримония уже принадлежала ипатам. Таким образом, владения Константина и Марина I значительно расширились за счёт папских земель. Вероятно, на такой шаг Лев IV пошёл, чтобы заручиться поддержкой правителей Гаэты в борьбе с сарацинами.
Константин и Марин I управляли Гаэтой довольно продолжительное время: как местные ипаты они оба упоминаются в документе 866 года. Однако после этой даты какие-либо свидетельства о Константине и Марине I отсутствуют, а в 867 году новым правителем Гаэты уже называется Доцибилис I. На этом основании предполагается, что отец и сын могли быть лишены власти вооружённым путём. Возможно, чтобы легитимизировать свою власть над Гаэтой Доцибилис женился на родственнице Константина Матроне, которую иногда называют дочерью его брата Бона. Предполагается, что потомки Константина и его братьев продолжали жить в Гаэте, по крайней мере, до её завоевания нормандцами в XI веке.